# 尾道市立三幸小学校
尾道市立三幸小学校（おのみちしりつ みゆきしょうがっこう）は、広島県尾道市向島町にある公立小学校。
向島西部の丘の中腹に位置し、御幸瀬戸をはさんで岩子島を望む。

## 沿革
- 1984年（昭和59年）7月1日 - 向島町立学校設置条例改正第25号により、同町立津部田小学校・同有道小学校・同岩子島小学校の3校を統合し、三幸小学校を新設する事を決定。
- 1987年（昭和62年）3月31日 - 津部田小学校・有道小学校・岩子島小学校が、この日を以って廃校となる。
- 1987年（昭和62年）4月1日 - 向島町立三幸小学校として開校（開校式 - 4月2日）。
- 1988年（昭和63年）2月17日 - 校歌制定。
- 2005年（平成17年）3月28日 - 御調郡向島町が尾道市へ編入されたのに伴い、尾道市立三幸小学校と改称。

## 通学区域
- 尾道市
  - 向島の西部、岩子島全域

卒業生は基本的に尾道市立向島中学校へ進学する。通学区域の詳細は通学区域一覧を参照。

## 周辺
- 御幸瀬戸
  - 向島大橋
- 岩子島
- 広島県道377号向島循環線

## アクセス
- おのみちバス 三幸校前にて下車